# Lista de episódios de Pokémon: Sun & Moon
Esta é a lista de episódios de Pokémon: Sun & Moon, originalmente conhecida no Japão como Pocket Monsters: Sun & Moon (ポケットモンスター サン＆ムーン, Poketto Monsutā San ando Mūn). É a vigésima temporada do anime Pokémon (ポケットモンスター, Poketto Monsutā; Pocket Monsters). Continuando nesta temporada, segue as aventuras de Ash Ketchum e Pikachu como eles vão viajar para a região de Alola, para ir à escola, fazem ensaios de face, e aprendem a usar o poder de Z-moves.
A temporada estreou no Japão em 17 de novembro de 2016 no TV Tokyo. Nos Estados Unidos, não exibirá no Cartoon Network, mas será exibida no Disney XD, pré-estreou em 5 de dezembro de 2016, com 2 primeiros episódios de Pokémon The Series: Sun & Moon e a exibição do décimo nono filme, Pokémon the Movie: Volcanion and the Mechanical Marvel. Relançados com estreia em 17 de março e 12 de maio de 2017. Nos dias seguintes, foram exibidos outros episódios da temporada.
A primeira abertura da série foi Alola!! (ア ロ ー ラ, Arōra!!) para o Japão. É realizada por Rica Matsumoto e Ikue Ōtani, respectivamente, e foi composta por Tomohisa Sako e o segundo tema é Aim to be a Pokémon Master (メザゼポケモンマスター Mezaze Pokémon Master) como comemoração do filme Pokémon: Eu Escolho Você.  A primeira abertura norte-americana é "Under The Alolan Sun" composta por Jeff Stuart Saltzman e The Sad Truth, traduzida no Brasil como "Curtindo a Ilha no Sol" composta por Jill Viegas, e em Portugal como "O Sol de Alola é assim". 
Também foi adicionado ao Netflix japonês com todos os episodios que estão sendo exibidos.
No Brasil, Pokémon: A Série Sol e Lua foi exibido no dia 21 de abril toda sexta-feira no TV Pokémon, 5 de junho de 2017 no Cartoon Network e 1 de novembro de 2018 na Netflix.
Em Portugal, o canal Biggs estreou em 6 de outubro de 2017 às 19h00.

## Episódios
| EP# | EP#    | Título em Português Título Original | Na transmissão | Na transmissão                                   |
| # | #      | Título em Português Título Original | Japão          | Brasil                                           |
| --- | ------ | --- | -------------- | ------------------------------------------------ |
| 951 | SM–001 | "Alola às Novas Aventuras! Alola! Novas Ilhas, Novos Pokémon!" "Alola! Hajimete no shima, hajimete no pokemon-tachi!! (アローラ！はじめての島、はじめてのポケモンたち！！)"                          | 17/11/2016     | 21/04/2017 TV Pokémon 5/06/2017 Cartoon Network  |
| É um dia maravilhoso na Ilha Melemele, na Região de Alola. Ash a bordo do Sharpedo Sky conhece outros Pokémons que nunca viu. Ele conhece uma menina de azul chamada Victória (Lana na versão norte-americana, Suiren no original) e se surpreende com um Pokémon que ela fisgou e cai na água. Depois aposta corrida com Pikachu e sem querer acaba pisando na cauda de um Litten, que este acaba sendo muito hostil. Ele depois vai ver sua mãe que aproveita suas férias com Mr. Mime para falar da sorte grande que Mr. Mime tirou ao conseguir as férias em Alola. Délia lembra a Ash que o Prof. Carvalho o confiou para entregar um ovo Pokémon aos seus cuidados de seu primo. Ash e sua mãe passeiam em um Tauros táxi e fazem uma parada para conseguir uma lembrança. Ash se depara com outro Pokémon e tenta capturá-lo, mas acaba se perdendo. Ele depois vê outro Pokémon pensando ser amistoso, mas este o passa a perseguir, até ser interrompido por um vulto. Ash depois vê um Charizard e quem está montado nele é Kiawe (Kaki no original) e este o segue até acabar na escola Pokémon. Ash depois vê uma menina chamada Lillian (Lillie no original) cuidando dos Pokémon e esta tenta avisar da corrida de Tauros, mas este acaba sendo surpreendido e pisoteado. Quem estava montando os Tauros era Lulú (Mallow na versão norte-americana, Mao no original), Chris (Sophocles na versão norte-americana, Mãmane no original) e Victória, quem ele conheceu a pouco tempo. Lillian demonstra ser muito medrosa, mesmo com relação aos Pokémons. Ash explica que veio a escola Pokémon para ver o primo do Prof. Carvalho e Lulú mostra a Ash a escola. Ash se surpreende ao ver os fósseis Pokémon. Lulú leva Ash até a diretoria para falar que Ash é um novo aluno. Ash depois tenta explicar, mas quem sai de lá é sua mãe e Mr. Mime, que chegam antes de Ash e o surpreende. Ele depois conhece o primo do Prof. Carvalho, Gabriel Carvalho (tradução de Nariya no Brasil), que é o diretor da Escola Pokémon que faz imitações Pokémon, que deixa Ash e Lulú pasmos. A escola é grande e linda, e os alunos estudam acompanhados de seus Pokémon. Gabriel Carvalho fala com seu primo Samuel Carvalho do ovo Pokémon e Lulú aproveita para mostra a Ash o restante da escola. Ela mostra a Ash a sala de aula e conhece o Prof. Nogueira (Kukui em todas as versões). Um bando de três pessoas usando símbolos de caveira desafiam Kiawe e Ash se junta na luta. Ambos conseguem dar conta deles e Kiawe termina com um movimento Z e os põe pra correr. Ash depois se depara com um Pokémon e depois explica o que viu e Lillian explica que se trata do guardião da ilha Melemele Tapu Koko. Ash e sua mãe passam seus últimos momentos em uma noite e Ash ouve o Pokémon Tapu Koko e ele recebe um Z-ring. Ash depois se inscreve para ser aluno na escola Pokémon e agora fala com Délia no Poké-fone que agora se encontra em Pallet e agora Ash começa seu primeiro dia de estudo na escola Pokémon. |        | |                |                                                  |
| 952 | SM–002 | "O Desafio do Guardião! Enfrentando a Divindade Tapu Koko! Vamos Dominar Nosso Z-Move!" "Mamorigami Tapu Koko tōjō! Chōsen, ore-tachi no Z-waza!! (守り神カプ・コケコ登場！挑戦、オレたちのZワザ!!)" | 17/11/2016     | 28/04/2017 TV Pokémon 6/06/2017 Cartoon Network  |
| Agora que Ash decidiu se tornar um estudante na Escola Pokémon da Região de Alola, Prof. Nogueira apresenta Ash a seus novos amigos em Alola, mas Kiawe se surpreende ao ver Ash com um Z-ring com um Z-Crystal. Ele fica intrigado como Ash recebeu o Z-ring e Ash explica que recebeu do Pokémon guardião Tapu Koko. Kiawe explica que teria de passar pelas provas para obter o Z-ring e que o Z-ring é na verdade o seu elo entre os Pokémons, diferente da Mega Evolução. Ash depois começa a ter aulas com o Gabriel Carvalho. Quando ele foi passar a mão no Exeggutor, ele acaba sendo surpreendido pela cauda do Exeggutor e é arremessado. Depois, Ash e Pikachu faz amizade com um Rockruff do Prof. Nogueira e recebe a ligação de Lulú pra falar da surpresa a Ash. Seus colegas decidem organizar uma festa para recebê-lo. Ash é desafiado três vezes em diferentes campos: um desafio de Bubblepop por Chris e Togedemaru, uma corrida por terra e água entre Pikachu e o Popplio de Victória e uma corrida com Tauros contra Kiawe, que perde. Depois disso, Professor Nogueira quer desafiar Ash para uma batalha Pokémon, mas teriam de fazer uma refeição. O almoço é interrompido pelo Tapu Koko. Ele deseja ser o primeiro a batalhar com Ash e quer testar suas habilidades e o envolve no Campo Elétrico. Qualquer movimento feito por Ash se encontra ineficaz. Tapu Koko pede a Ash para fazer o uso do Z-ring. Ash faz o uso do Z-ring e usa o novo movimento Gigavolt Destruidor. Pikachu libera uma quantidade enorme de energia elétrica e o Z-Crystal quebra por completo. Para obter um novo Z-Crystal, Ash decide participar do Desafio da Ilha (Island Trial) junto de seus novos amigos. |        | |                |                                                  |
| 953 | SM–003 | "Carregando o Dex!! "Prazer em Conhecer". Eu sou Rotom Zukan, Roto!" "Yorotoshiku, boku, Rotomu Zukan Roto! (ょロトしく、ポク、ロトム図鑑ロト！)"                                                    | 24/11/2016     | 5/05/2017 TV Pokémon 7/06/2017 Cartoon Network   |
| A Equipe Rocket finalmente chega em Alola. Professor Kukui solicita a presença de Rotom. Rotom entra na Pokedex de Ash e se apresenta como "Rotomdex" ou Rotom. Ash apresenta o seu novo amigo a seus amigos e vai capturar o maior número de Pokémons de Alola na floresta. A Equipe Rocket se depara com um Mimikyu e Jessie já quer capturá-lo, mas acaba iludindo o Meowth. Ash e seus amigos aparecem na floresta e a Equipe Rocket se retira. Ash já avista o Mimikyu e já quer capturá-lo, mas a Equipe Rocket aparece para impedi-lo. Mimikyu batalha contra o Pikachu, mas são impedidos por um Bewear. |        | |                |                                                  |
| 954 | SM–004 | "A Primeira Captura em Alola Estilo Ketchum!!!! "Entra Mokuroh! Eu Capturei um Pokémon em Alola!" "Mokuroh tōjō! Alola de Pokémon getto da ze! (モクロー登場！アローラでポケモンゲットだぜ!!)"       | 24/11/2016     | 12/05/2017 TV Pokémon 8/06/2017 Cartoon Network  |
| Um bando de Pikipek aparece e um Rowlet e pega as frutas com os moradores de Alola. Ash tenta capturar um Grubbin que se deparou no primeiro episódio, mas deixa Pikachu fora de ação. Lulú leva Ash para o Centro Pokémon e os outros voltam para a escola. Jessie tenta capturar o Mimikyu, mas este não deixa. Ela tenta uma Poke-bola especial de James e consegue capturar o Mimikyu, mas estes se encontram detidos pelo Bewear. O bando de Pikipek e o Rowlet levam as frutas onde estão um Trumbeak e um Toucannon, mas estes só querem que o Rowlet traga uma fruta. Depois de ter o seu Pikachu recuperado, Ash e Lulú fazem uma pausa no Centro Pokémon e eles se deparam com um Rowlet que avança no Bounsweet da Lulú por causa de seu aroma que expele, mas este o deixa fora de ação e Ash o pega. Depois, estes o dão de comer para o Rowlet e depois leva uma das frutas que estava com Lulú. Um bando de Pikipek leva embora as frutas que o Bewear deixou para a Equipe Rocket. Ash e Lulú se depara com um bando de Pikipek, um Trumbeak e um Toucannon, mas a Equipe Rocket tenta capturá-los. Jessie já apresenta o Mimikyu que capturou. Ash tenta manter a Equipe Rocket ocupada enquanto o Rowlet tenta libertar o seu bando. Depois de libertá-los, o duelo é interrompido mais uma vez pelo Bewear e leva a Equipe Rocket embora. Ash desiste de capturar o Rowlet pelo fato de estar bem com os seus amigos, mas estes o decidem libertar o Rowlet para seguir Ash. Ash o captura e este só quer saber de ficar na mochila de Ash. |        | |                |                                                  |
| 955 | SM–005 | "Bolhas, Bolhas! Vai Popplio!!!!! Ashimari, Faça seu Baloeiro!" "Ashimari, kan parūn! (アシマリ、がんバルーン！)"                                                                                    | 1/12/2016      | 19/05/2017 TV Pokémon 12/06/2017 Cartoon Network |
| Ash dá de cara com Victória com seu Popplio fazendo bolhas e segue para a escola Pokémon. Prof. Kukui explica que a aula vai ser de pescaria. Victória leva Ash até sua casa. Victória explica quando conheceu seu Popplio. Depois de chegar em casa, as irmãs mais nova de Victória vão em cima do Pikachu de Ash e também começa com um mal-entendido. Prof. Kukui coloca Victória como professora e começa a pescaria. Ash, Lulú e Lillian conseguem sua primeira fisgada, mas não tem êxito. Victória consegue ter boas fisgadas. Eles depois fazem uma pausa, mas os Pokémons aquáticos são capturados pela Equipe Rocket, mas estes parecem não ter êxito, para depois serem levados embora pelo Bewear. O Popplio de Victória parece ter aprendido a fazer bolhas grandes. |        | |                |                                                  |
| 956 | SM–006 | "Ida Eletrizante ao Mercado!!!! Zing Zap Togedemaru!" "Biribiri chikuchiku Togedemaru! (びりびりちくちくトゲデマル！)"                                                                               | 8/12/2016      | 26/05/2017 TV Pokémon 13/06/2017 Cartoon Network |
| Prof. Nogueira deixa Ash responsável pela escola Pokémon, mas este parece não levar jeito. Ash sai para fazer compras, mas ele se encontra com Chris. Ao chegar no mercado, acontece uma pane no sistema que fecha as portas e os responsáveis é a Equipe Rocket que estava tentando fazer um roubo. Pikachu, Rotom-dex e Togedemaru tentam encontrar uma saída, mas dão de cara com a Equipe Rocket. Ash e Chris conseguem alcançar seus Pokémons, mas dão de cara com a Equipe Rocket e seu Pikachu pendurado em algum lugar do prédio. Chris pede a Ash para seu Pikachu lançar seu ataque no Togedemaru. Depois de fazê-lo, este consegue frustrar os planos da Equipe Rocket e depois serem pegos pelo Bewear mais uma vez. Eles conseguem resolver o caso e se encontram com Prof. Nogueira, que depois os convida para comer. |        | |                |                                                  |
| 957 | SM–007 | "É por isso que Litten é um Rebelde!!!! "O Vagabundo do Mercado, Nyabī!" "Ichiba no fūraibō Nyabī! (市場の風来坊ニャビー!)"                                                                          | 15/12/2016     | 2/06/2017 TV Pokémon 14/06/2017 Cartoon Network  |
| Ash se depara com um Litten e tem seu lanche roubado, até se deparar com um Persian de coloração diferente. É revelado que ele estava cuidando de um Stoutland, que o acolheu. Ash vê o Litten confrontando o Persian e Ash o ajuda, e depois o leva para o Centro Pokémon. Ash depois segue Litten e vê que ele estava cuidando do Stoutland e desiste de tentar capturá-lo. Persian o segue, mas Litten consegue dar conta. Depois eles mudam de lugar. Ash depois se depara com o mesmo Litten, que ainda o deixa determinado de encontrá-lo novamente. |        | |                |                                                  |
| 958 | SM–008 | "O Desafio Ovocionante da Lillian!!!! "Quem vai ficar com o ovo?" "Tamago-gakari wa daaare da? (タマゴ係はだ～れだ？)"                                                                               | 22/12/2016     | 9/06/2017 TV Pokémon 15/06/2017 Cartoon Network  |
| Lillian leva Ash até a sua casa para cuidar do ovo Pokémon, que ela escolheu, onde lá também conhece Pedro, mordomo de Lillian. Ash quer fazer Lillian a se acostumar com os Pokémons no toque, sem êxito. Ash tem uma batalha Pokémon contra o mordomo da casa com seu Rowlet contra o Oricorio, mas Pedro sai vitorioso e seu Rowlet cai em cima de Lulú, que estava assistindo a batalha Pokémon. Um Salandit estava querendo pegar o ovo, mas Lillian o protege, até Ash e Pedro dar conta dele. Depois, se nota que Lillian estava tocando no ovo Pokémon, como se tivesse voltado a tocar nos Pokémons. |        | |                |                                                  |
| 959 | SM–009 | "Para Derrotar um Totem! O Pokémon Totem é Dekagoos!" "Nushi Pokémon wa Dekagoos! (ぬしポケモンはデカグース！)"                                                                                      | 5/01/2017      | 16/06/2017 TV Pokémon 17/07/2017 Cartoon Network |
| Ash decide ir atrás do Cristal Z para poder ter seu Z-Ring. Prof. Nogueira o acompanha onde lá conhece o Pandam, que tem de lidar com um bando de Rattata e Raticate que tem incomodado os moradores. Foi ele que fez as pulseiras com o Z-Ring e já sabe que foi o Tapu Koko que já fez das suas. Pandam pergunta a Ash como resolver uma situação sem uma batalha Pokémon. Com a ajuda de seus amigos, Ash descobre que teria de ir atrás do Gumshoos para resolver o caso. Ash então desafia o Gumshoos e o Yungoos que consegue ter êxito no desafio. Agora ele desafia o Pokémon Rei Yungoos, que consegue ter êxito e recebe o Cristal Z. Depois ele volta ao caso dos Rattata e Raticate, que depois é resolvido. Ash depois recebe o desafio de Pandam depois de receber o Cristal Z. Depois, a oficial Jenny integra o Gumshoos para a polícia, presente apenas no extra da versão japonesa. |        | |                |                                                  |
| 960 | SM–010 | "Prova e Tribulação! Trabalhando o Movimento Z?! Desafiando o grande julgamento !!" "Deru ka Z-waza! Daishiren e no chōsen!! (出るかＺワザ！ 大試練への挑戦！！)"                                    | 12/01/2017     | 23/06/2017 TV Pokémon 18/07/2017 Cartoon Network |
| Antes de confrontar Pandam, Ash fica famoso por resolver o caso do Rattata e Raticate e depois é condecorado pela oficial Jenny. Depois, Ash confronta Pandam em que seu primeiro duelo tem um duelo comum. Depois, no segundo duelo, ambos usam movimento Z e Ash o derrota. Depois de vencer Pandam, ele o condecora com um Cristal Z simbolizando a luta, mas Tapu Koko troca por um Cristal Z simbolizando o raio. Ash aceita o cristal e depois dá uma festa para festejar sua vitória. Logo depois, Tapu Koko devolve o Cristal Z que tinha trocado com Pandam, tal cena inexistente, apenas no extra da versão japonesa. |        | |                |                                                  |
| 961 | SM–011 | "O Jovem Kiawe Tinha uma Fazenda, ia, ia, ô! "Satoshi visita Kaki!" "Satoshi, kaki n chi ni iku! (サトシ、カキんちに行く！)"                                                                         | 19/01/2017     | 30/06/2017 TV Pokémon 19/07/2017 Cartoon Network |
| Ash treina com Rowlet para testar o seu movimento Z. Ash depois vê Kiawe voando em seu Charizard fazendo entregas e Ash decide ir até onde Kiawe mora, mas descobre que a vida na fazenda é realmente mesmo uma dureza. Depois de chegar outro dia, seu Pelipper foi atingido pelo grupo da Equipe Caveira. Ash usa um movimento Z e os fazem correr. Depois de fazer um serviço em uma ilha, eles depois aproveitam o dia e depois começam a ter uma batalha Pokémon. |        | |                |                                                  |
| 962 | SM–012 | "O Sol, O Medo, O Esconderijo Secreto!!! Lição extracurricular é com Hidoide!?" "Kagai jugyō wa Hidoide!? (課外授業はヒドイデ！？)"                                                                  | 26/01/2017     | 7/07/2017 TV Pokémon 20/07/2017 Cartoon Network  |
| Ash e cia aproveitam o dia para se divertir na praia. A Equipe Rocket por sua vez só quer tentar adquirir um novo Pokémon. Ash e cia depois vão explorar a praia para conhecer novos Pokémons. James dá de cara com um novo Pokémon Mareanie que só quer saber de seguir o James. Ash acaba se encontrando com a Equipe Rocket e acaba sofrendo uma derrota ao ver que seu Rowlet é afetado por um ataque venenoso. Depois, o Bewear pega a Equipe Rocket e os leva embora. Depois de cuidar do Rowlet, Ash e cia aproveitam o dia para se divertir na praia. No final, James captura o Mareanie. |        | |                |                                                  |
| 963 | SM–013 | "Correndo Para um Grande Evento! A grande corrida de panquecas em Alola!" "Alola pankēki dai rēsu! (アローラパンケーキ大レース！)"                                                                   | 2/02/2017      | 14/07/2017 TV Pokémon 28/08/2017 Cartoon Network |
| Ash sabe de Lulú sobre a corrida de panquecas e decide participar. Ele treina com Noa (Nina na versão norte-americana) e seu Raichu que venceram no ano passado. Depois, chega o dia da competição. Kiawe, Victória, Lulú, Chris, Prof. Gabriel, e a Equipe Rocket também vão participar da corrida. Um a um vão ficando para trás, por desclassificação, descuido do treinador ou Pokémon. Pikachu e Raichu chegam perto da linha de chegada, mas um Bewear falso chega a jato na linha de chegada, até ser impedido pelo verdadeiro Bewear, que leva toda a Equipe Rocket embora. Os outros ficam pasmos, mas não notaram o Komala do Prof. Gabriel chegando e atravessou a linha de chegada em primeiro. Depois da corrida, o ovo de Lillian começou a chocar. Dele sai um Vulpix na forma de Alola. |        | |                |                                                  |
| 964 | SM–014 | "Conhecendo-nos Melhor! O fruto do valor, Lillie e Rokon!" "Yūki no kesshō, Lilie to Rokon! (勇気の結晶、リーリエとロコン！)"                                                                        | 9/02/2017      | 21/07/2017 TV Pokémon 29/08/2017 Cartoon Network |
| Depois de Vulpix nascer, o ovo que Ash trouxe para Alola, dele também nasce um outro Vulpix. Prof. Gabriel fica com o Vulpix de Kanto e Lillian fica com o outro Vulpix e o chama de Shiron (Nevinha no Brasil). Os outros vão embora e Lulú e Ash os seguem, até eles o perderem de vista. A Equipe Rocket os avista e em seguida querem capturar o Vulpix de Lillian, mas um ataque venenoso de Mareanie de James atingir Vulpix, que faz Lillian tocar nele, até Ash e Lulú aparecerem. Depois, Bewear aparece e leva a Equipe Rocket embora. Depois, Lillian parece ter perdido o medo de tocar nos Pokémons, apenas no Vulpix que ela estava cuidando. |        | |                |                                                  |
| 965 | SM–015 | "Agitos na Colina da Marca de Garra! Arranhões na montanha, Iwanko e Lugarugan!" "Tsumeato no oka, Iwanko to Lugarugan!! (爪あとの丘、イワンコとルガルガン！！)"                                     | 23/02/2017     | 28/07/2017 TV Pokémon 30/08/2017 Cartoon Network |
| Rockruff chega em casa, mas todo machucado, que preocupa Ash e Prof. Nogueira. Ele explica que um tempo atrás ele o acolheu para ser um mascote da escola Pokémon. Com câmeras escondidas, Ash e Prof. Nogueira vão atrás de Rockruff e descobre de um lugar onde lá os Pokémons treinam. Rockruff batalha contra um Magmar e sai derrotado. Ash decide ajudar Rockruff a treinar seu principal ataque oculto, que depois tem êxito. Depois, Rockruff volta a batalhar contra Magmar, que depois tem êxito. Nogueira depois decide deixar Rockruff com Ash. |        | |                |                                                  |
| 966 | SM–016 | "Aventuras Sem Treinadores! Um pequeno trio, uma grande aventura!" "Chīsa na sanbiki, ōki na bōken!! (小さな三匹、大きな冒険！！)"                                                                   | 2/03/2017      | 4/08/2017 TV Pokémon 31/08/2017 Cartoon Network  |
| Popplio começa fazendo bolas com os Pokémons, mas o Rowlet de Ash se assusta com o Bounsweet de Lulú, entra na bolha de Popplio e acabam indo longe. Depois eles dão de cara com a Equipe Rocket e Rowlet acaba preso em um dispositivo de James, tipo uma coleira e depois Popplio e Rowlet vão para longe. Mareanie e Meowth vão atrás de Popplio e Rowlet, até se depararem com um Litten. Ele dá conta do Mareanie e Meowth. Depois ele leva o Popplio e Rowlet para o Stoutland e este pede para que os acompanhe onde estão Ash, Lulú e Victória. Ash usa o faro de Rockruff para procurá-los. Litten, Popplio e Rowlet dão de cara com a Equipe Rocket. Eles tentam convencer o Litten a se juntar a Equipe Rocket, mas o Litten os engana e os três Pokémons os manda decolar a Equipe Rocket. Ash, Lulú e Victória encontra o Popplio e Rowlet, mas se deparam com o Litten. Ash tem esperança de encontrar o Litten novamente. |        | |                |                                                  |
| 967 | SM–017 | "Uma Investigação Cristalina! O detetive Rotom de Alola! O mistério do cristal perdido!!" "Alola tantei Rotom! Kieta crystal no nazo!! (アローラ探偵ロトム！消えたクリスタルの謎！！)"               | 9/03/2017      | 11/08/2017 TV Pokémon 4/09/2017 Cartoon Network  |
| Ash, Prof. Nogueira e Rotom assiste o programa de TV do detetive Laki (Luiz na dublagem brasileira) e suas investigações. Depois, eles vão dormir. Ao acordar, Ash percebe que seu cristal Z simbolizando a eletricidade tinha sumido. Rotom e Pikachu investigam a escola Pokémon, enquanto Ash, Lillian, Victória, Lulú e Chris procuram pelo cristal, sem que Kiawe perceba. Depois, Rotom e Pikachu vão até uma estação de TV para investigar mais a fundo do paradeiro do cristal Z. Logo no pátio, Ash tenta disfarçar, mas Rotom e Pikachu aparecem e Ash meio que sem querer fala que perdeu o cristal Z, que deixa Kiawe irado de raiva. Depois de assistirem as gravações de Rotom, as acusações apontava para Kiawe, mas Lillian nota que Ash guardou o cristal Z no bolso na gravação de Rotom. A peruca que Rotom estava usando chama a atenção de Pikachu e descobre que o cristal estava na peruca de Rotom, deixando Kiawe mais irado ainda. |        | |                |                                                  |
| 968 | SM–018 | "Uma Busca Temperada! De verdade!? Operação de cozinhar da Mao!!" "Maji!? Mao no oryōri daisakusen!! (マジィ！？マオのお料理大作戦！！)"                                                             | 16/03/2017     | 18/08/2017 TV Pokémon 5/09/2017 Cartoon Network  |
| Ash e cia se reúnem no restaurante do pai de Lulú para comerem lá. Lulú faz o uso do Pikachu de Ash e faz um guisado, que faz os outros passarem mal, soltando fagulhas na boca. Depois, com base nas anotações do irmão de Lulú, ela e Ash vão atrás de um Oricorio para ir atrás do mel. Eles usam o Bounsweet usando seu aroma para atraí-lo, mas depois encontram o lugar de onde sai o mel, até serem pegos pela Equipe Rocket. Bounsweet chega a confrontá-los, que depois chega a evoluir para um Steenee, que depois dá conta da Equipe Rocket. Depois de recolher o mel, depois faz um outro guisado e eles aprovam o prato. |        | |                |                                                  |
| 969 | SM–019 | "Uma Revanche Com o Guardião! Treinamento intenso de descarga elétrica! Uma revanche com Tapu Koko!!" "Dengeki mōtokkun! Tapu Koko to no saisen!! (電撃猛特訓！カプ・コケコとの再戦！！)"            | 23/03/2017     | 25/08/2017 TV Pokémon 6/09/2017 Cartoon Network  |
| Ash tem uma batalha com seu Rockruff enfrentando o Mudbray de Hiroki. Ash termina usando o Z-move. Após a batalha, o Professor Nogueira aparece dizendo que quanto mais forte for o treinador, mais forte o Z-move é. Ash decidiu ter revanche contra o Tapu Koko. Como Chris sabe tudo sobre eletricidade, ele convida Ash para sua casa. Então, após os dois comerem em casa, Chris mostrou o seu laboratório, onde tinha vários equipamentos perigosos. Sem querer Ash deixa Pikachu eletrizado ao mexer em uma das máquinas. Chris então decide que o treinamento deve ser feito com uma máquina especial. Ash e seus pokémons correram dentro dessa máquina. Enquanto Chris media a força deles, apenas Ash e Pikachu conseguiram tem a força máxima, fazendo com que a máquina entre em pane. Logo após isso, Tapu Koko aparece, junto com outras pessoas querendo assistir a revanche. Ash aceita na hora e, apesar dele querer lutar apenas com o Pikachu, infelizmente Ash perde e Pikachu foi jogado pra longe. Ash tenta salva-lo, mas Tapu Koko segurou os dois para ele não se machucarem. Então, Tapu Koko sai de lá e todos se despedem dele. |        | |                |                                                  |
| 970 | SM–020 | "Promessas Parceiras! A Promessa entre Satoshi e Pikachu" "Satoshi to Pikachu, futari no yakusoku (サトシとピカチュウ、二人の約束)"                                                                  | 6/04/2017      | 1/09/2017 TV Pokémon 7/09/2017 Cartoon Network   |
| Ao Ash acompanhar as meninas nas compras, ele é abordado por uma mulher e pede para ir a uma ilha onde lá ele e Pikachu vão explorá-la. Depois Ash e Pikachu dão de cara com um bando de Exeggutors e se diverte com eles. Após pegarem um sono, ao acordar, eles dão de cara com um bando de Wimpod que foge de Ash. Depois de passarem o dia, um Wimpod acaba preso e Ash tenta ajudá-lo, até receber a ajuda de um Exeggutor. Ao adentrar na bifurcação da caverna, Ash obstrói a passagem e liberta o Wimpod e faz ele se juntar ao grupo. Depois, Ash dá de cara com um Pokémon lendário, conhecido como uma divindade, Tapu Lele. Depois, Ash conta a Nogueira o que tem visto ao explorar a ilha. |        | |                |                                                  |
| 971 | SM–021 | "Uma Jornada Termina e Outra Começa! É Hora de Nyabī Partir!" "Nyabby, tabidachi no toki! (ニャビー、旅立ちの時！)"                                                                                  | 6/04/2017      | 8/09/2017 TV Pokémon 16/10/2017 Cartoon Network  |
| Ash volta das compras, Ash dá de cara com Litten e ele o leva para o Stoutland, que se encontrava doente, mas ele o ensina a presa de fogo, mas Litten parece não ter êxito ao usar o movimento. Ash sai para ver o Litten, mas se depara com a Equipe Rocket. Litten vai se encontrar com Ash, que parecia preocupado. Ash despista a Equipe Rocket, mas o Meowth o segue. Ash leva o Stoutland para o Centro Pokémon, mas significa que o Stoutland estava velho, estava numa idade que não ia durar. Stoutland e Litten voltam ao lugar onde estava. Litten ao acordar, descobre que o Stoutland não estava lá. Meowth aparece diante de Ash e pede para ficar com o Litten. Ash e Nogueira vão ao lugar onde estava o Stoutland e Litten e Nogueira fala que o Stoutland se foi deixando apenas o Litten. Ash depois foi ver o Litten e depois tem uma batalha. Depois de batalhar, Ash captura o Litten. |        | |                |                                                  |
| 972 | SM–022 | "Uma Busca Pela Pá... de Arrepiar! Cuidado com as Pás!!!" "Schop ni yōchūi!!! (スコップに要注意！！！)"                                                                                              | 13/04/2017     | 15/09/2017 TV Pokémon 17/10/2017 Cartoon Network |
| Ash treina com Litten e Kiawe ajuda no treinamento. Enquanto isso, Pikachu e Rockruff se deparam com uma pá fincada na areia e começa a se mexer. De repente sai um Pokémon da areia e se revela como Sandygast. Kiawe fala para não tocar na pá, senão seria controlado. Sandygast acaba sendo hostil e Rockruff retira a pá de sua cabeça e cai na água. Ash usa o Rotom para substituir a pá, mas Sandygast evolui para Palossand, que engole Ash. Depois Litten. Popplio e Pikachu vão na água para procurar a pá. Lillian usa o Vulpix para congelar Palossand. Depois de congelado, Litten consegue usar o presa de fogo e Ash e Litten conseguem sair. Ash vai na cabeça para tentar tirar o Rotom, mas Palossand se liberta, tornando as coisas mais difíceis. Pikachu consegue achar sua pá e conseguem colocar na cabeça do Palossand. Depois de Ash contar das novidades para Nogueira, eles acabam sendo engolidos pelo Palossand. |        | |                |                                                  |
| 973 | SM–023 | "Reunindo a Banda! Uma verdadeira surpresa! Dugtrio se separa!?" "Shōgeki! Dugtrio kaisan!? (衝撃！ダグトリオ解散！？)"                                                                              | 20/04/2017     | 22/09/2017 TV Pokémon 18/10/2017 Cartoon Network |
| Ash e cia assistem o show de Dugtrio triplo e quem comanda é DJ Leo. Eles depois dão de cara com um Diglett e pega a peruca de Rotom, mas recupera e Diglett vai embora. Depois eles dão de cara com Leo e Nogueira revela que já o conhece. Leo conta como conheceu o Dugtrio triplo. Um Diglett aparece e quer ser seu aprendiz do Dugtrio triplo. Nogueira deixa a peruca de Rotom para o Diglett. Durante uma apresentação, o Dugtrio triplo disputa quem ficaria no meio. A Equipe Rocket tira proveito disso e leva o Dugtrio triplo embora. Ash e cia vão procurar o Dugtrio triplo e descobrem que era a Equipe Rocket que estava por trás disso. Depois de libertá-los, frustra os planos da Equipe Rocket, logo são levados embora pelo Bewear. Leo dá o último show reunindo o Dugtrio triplo e o pequeno Diglett. |        | |                |                                                  |
| 974 | SM–024 | "Portas Abertas de Alola! Alola! O primero dia de visitas!!" "Alola! Hajimete no jugyō sankan!! (アローラ！はじめての授業参観！！)"                                                                  | 27/04/2017     | 29/09/2017 TV Pokémon 19/10/2017 Cartoon Network |
| Ash estuda para poder fazer uma boa apresentação, mas Délia Ketchum e Mr. Mime aparecem para fazer uma visita. Ash depois fica inseguro, mas Rotom resolve ajudar Ash. A escola começa a ter gente. As famílias de Victória e Chris vem a escola Pokémon. Ash começa a fazer sua apresentação, mas na verdade era o Rotom escondido fazendo seu ventriloquismo, até os outros perceberem. Ash depois faz uma outra apresentação, que chega a se sair quase bem. Depois, a escola começa a ser invadida pela Equipe Caveira, mas a mãe de Ash e Ash dão conta deles e Ash finaliza com um movimento Z. Délia e Mr. Mime depois voltam para Kanto deixando Ash. |        | |                |                                                  |
| 975 | SM–025 | "Uma Batalha Entre Equipes! A luta pelo cristal! Equipe Rocket contra a Equipe Caveira!!!" "Cristal sōdatsusen! Rocket-dan tai Skull-dan!!! (クリスタル争奪戦！ロケット団対スカル団！！！)"          | 4/05/2017      | 6/10/2017 TV Pokémon 23/10/2017 Cartoon Network  |
| A Equipe Rocket assiste Ash e Kiawe praticando movimentos Z. Nogueira dá exemplos de cristais e exemplos de movimentos de cristal Z. A Equipe Rocket decide conseguir um cristal Z. Ao encontrar o cristal, eles se deparam com a Equipe Caveira, mas tem de lidar com um bando de Raticates e um grande Raticate. A Equipe Rocket e parte da Equipe Caveira tentam atrair a atenção do bando e do grande Raticate, mas um dos membros da Equipe Caveira alcança o cristal, até o bando de Raticate se libertarem e o fazerem cair da montanha, mas a Equipe Rocket acaba conseguindo o cristal Z do tipo noturno e a Equipe Caveira vai embora depois de ver o Bewear e levar a Equipe Rocket embora. O grande Raticate e seu bando vão atrás do cristal, mas são impedidos pelo Bewear, presente apenas na versão japonesa. |        | |                |                                                  |
| 976 | SM–026 | "Tchau, tchau, Chris! Adeus, Māmane!" "Sayonara, Māmane! (さよならマーマネ！)" | 11/05/2017     | 13/10/2017 TV Pokémon 24/10/2017 Cartoon Network |
| Os pais de Chris conversam sobre a possibilidade de mudança e especula que deixará Alola. Chris vai a escola, mas mantém segredo da mudança. Os outros o estranham e o seguem. Depois de o alcançarem, Chris fala da mudança. Logo em casa, Chris descobre que iria mudar na casa vizinha e depois ele teria de ver como falará aos outros. Kiawe o mostra o vulcão e do porque ele possui uma coloração diferente. Victória mostra um lado do oceano e a aparição de um Wailord. Chris decide contar a Lulú das novas, mas ela o surpreende e os outros aparecem para dar continuidade da mudança de Chris. Logo na floresta, Ash encontra um Charjabug para que Chris o capture. Depois de levar ao restaurante da Lulú, Chris batalha com o Charjabug e o captura. Começa as despedidas, mas Chris fala que iria mudar numa casa vizinha e depois tudo se esclareceu e tudo terminou bem. |        | |                |                                                  |
| 977 | SM–027 | "Uma Rivalidade de Olhares! Apareça! Lugarugan de olhos vermelhos!!" "Ide yo! Kurenai no manazashi Lugarugan!! (出でよ！紅の眼差しルガルガン！！)"                                                   | 18/05/2017     | 20/10/2017 TV Pokémon 25/10/2017 Cartoon Network |
| A Equipe Caveira dão de cara com um treinador e tenta capturar o Umbreon, mas se dão mal ao enfrentarem o Lycanroc. Ash descobre de um treinador que estava enfrentando um Blastoise. Depois de derrotá-lo, Ash tenta acolher o desafio, mas Lillian aparece e o chama de irmão. Seu nome é Gladion (Gladio no Brasil) e é irmão mais velho de Lillian. Depois de vê-la, Gladion vai embora. Pedro, o mordomo explica que ajudou Gladion a cuidar do Umbreon quando ainda era um Eevee. Gladion manda um desafio a Ash. Ash foi enfrentar Gladion, Rockruff contra Lycanroc, mas a Equipe Rocket atrapalha o duelo capturando o Pikachu e Lycanroc. Depois de libertar o Pikachu e Lycanroc, Gladion finaliza com um movimento Z. Quando ia retomar o duelo, já era de manhã e Lillian aparece novamente interrompendo o duelo. Como era hora da aula, Ash já tinha compromisso e Gladion se retira. Lillian foi tentar convencê-lo a voltar pra casa, mas ele simplesmente vai embora. |        | |                |                                                  |
| 978 | SM–028 | "O Jogo de Pokémon Beisebol! Feroz Poke base! Objetivo Quadrangular invertido!!" "Nettō Pokébase! Nerae gyakuten home run!! (熱闘ポケベース！ねらえ逆転ホームラン！！)"                              | 25/05/2017     | 27/10/2017 TV Pokémon 26/10/2017 Cartoon Network |
| Ash e Nogueira assistem um jogo de beisebol. Olu (Olavo no Brasil), jogador de beisebol aparece para dar dicas de como jogar beisebol. Ash e cia jogam, mas Ash consegue vencer o time de Kiawe com um home run. Depois a Equipe Rocket aparece para jogar beisebol, mas perdem depois de receber um movimento Z de Olu. |        | |                |                                                  |
| 979 | SM–029 | "No Mundo dos Sonhos! Nemush também adormeceu na floresta Nemash?" "Nemush no mori de anata mo Nemashu? (ネマシュの森であなたも寝ましゅ？)"                                                          | 8/06/2017      | 3/11/2017 TV Pokémon 2/01/2018 Cartoon Network   |
| Ash e cia resolve fazer um acampamento e Victória conta de um rumor que deixa os outros incrédulos. De repente, todos começam a dormir e quando acordam, eles acordam com fome, exceto Lillian. Tudo aconteceu por causa de um Morelull que rouba a energia dos outros. Ele tenta drenar a energia de Ash, mas ele não perde e se come para não ter sua energia totalmente drenada. Morelull vai junto ao bando de Morelull e evolui para Shiinotic e depois este os fazem dormir. Depois de acordarem, os outros não sentem fome, mas Lillian sim. |        | |                |                                                  |
| 980 | SM–030 | "A Troca dos Pokémon! Lillie, cuide bem do Pikachu" "Lilie, Pikachu wo kawaigatte agete ne (リーリエ、ピカチュウをかわいがってあげてね)"                                                             | 15/06/2017     | 10/11/2017 TV Pokémon 3/01/2018 Cartoon Network  |
| Nogueira propõe uma troca em que cada um ficaria com Pokémons diferentes. Ash com Shiron da Lillian, Lillian com o Pikachu de Ash, Victória com Tortunator de Kiawe, Kiawe com o Popplio de Victória, Chris com Steenee de Lulú e Lulú com a Togedemaru de Chris. Os outros conseguem se dar bem com os outros Pokémons, mas Ash e Lillian parece ter problemas, Shiron pelo fato de não ter contato com outras pessoas e Pokémons e Lillian pelo fato de não poder tocar em outros Pokémons além de seu próprio. Dois dias se passaram e eles puderam se dar bem com os outros Pokémons. O episódio termina com Ash com o Shiron tendo uma batalha Pokémon com Lillian e Pikachu. |        | |                |                                                  |
| 981 | SM–031 | "A Encantadora da Ilha! Entra Lychee, estudante de honra da classe seguinte!" "Tonari no class no yūtōsei, Lychee tōjō! (隣のクラスの優等生、イリマ登場！)"                                          | 22/06/2017     | 17/11/2017 TV Pokémon 4/01/2018 Cartoon Network  |
| Olivia chega na escola Pokémon e tenta acalmar um Tauros. Depois, ela fala um pouco sobre a ilha Akala e como conheceu Kiawe. Depois, eles zarpam em rumo a ilha Akala. Eles veem outros tipos de Pokémons aquáticos. Eles depois notam um Wailmer preso pelo psíquico de um Bruxish e eles tentam expulsá-lo. Depois eles ajudam o Wailmer e assim eles continuam sua viagem na ilha Akala. |        | |                |                                                  |
| 982 | SM–032 | "Caça ao Tesouro ao Estilo de Akala! Encontre o tesouro! A procura com Mooland!!" "Otakara hakken! Mūrando sāchi!! (お宝発見！ムーランドサーチ！！)"                                                 | 29/06/2017     | 24/11/2017 TV Pokémon 8/01/2018 Cartoon Network  |
| Chegando a cidade Ohana, eles descobrem que vão ter que buscar tesouros e logo de cara, eles tem de montar um Stoutland. Kiawe, Chris e Lulú parece que não tiveram nenhum problema, mas Victória a acaba ficando com um Stoutland problemático, Lillian com problemas em ter que montar o Stoutland e Ash tem de lidar com um Stoutland brincalhão, que o faz passar vergonha. Os outros vão a procura de tesouros, Ash por sua vez só encontra pedras de cor. Victória tem problemas para lidar com o Stoutland e não encontram nada. Chris parece não ter encontrado nada. Lulú encontra um grande cogumelo e marca pontos e Kiawe encontra um fóssil e marca pontos. Na segunda procura, Ash se depara com Geodude, mas não o captura. Chris consegue encontrar uma parte de um asteroide e marca pontos. Lulú encontra uma grande fruta e marca mais pontos. Kiawe encontra mais um fóssil e marca mais pontos. Victória se depara com um Garbodor e este passa a persegui-la, mas é protegida pelo Stoutland, até depois encontrar uma pedra de um cristal Z, que ganha de todos na procura de tesouros. No fim do dia, Lillian que não conseguia montar o Stoutland, consegue depois montá-lo. |        | |                |                                                  |
| 983 | SM–033 | "Grande Céu, Peixinho! O poderoso Yowashi, Totem do Lago!" "Yowashi tsuyoshi, ike no nushi! (ヨワシ強し、池のぬし！)"                                                                                | 6/07/2017      | 1/12/2017 TV Pokémon 9/01/2018 Cartoon Network   |
| A Equipe Rocket continua fazendo sua pescaria, mas como sempre acaba se dando mal com o Bewear. Ash e Victória saem para pescar. Eles encontram um senhor e ele fala do mestre do mar que vive no lago. Eles ajudam um Yowashi. Depois eles vão pescar. Ash pesca um Magikarp. Victória pesca um grande peixe com seu Popplio. Ash tem de duelar com um Alomomola e consegue espantá-lo. Popplio aprende o Aqua-Míssil e colide com o grande peixe se separando em um monte de Yowashi. O Yowashi que foi ajudado pela Suiren a premia com o cristal Z de água. Olivia faz a pulseira do cristal Z e agora Victória possui a pulseira com o cristal Z além do Ash e Kiawe. |        | |                |                                                  |
| 984 | SM–034 | "A Hora Principal da Verdade! Uma batalha feroz! Garagara aparece!!" "Honō no battle! Garagara arawaru!! (炎のバトル！ガラガラあらわる！！)"                                                         | 20/07/2017     | 8/12/2017 TV Pokémon 10/01/2018 Cartoon Network  |
| Ash e cia participam de uma cerimônia em que cada Pokémon de fogo teria uma coroa colocada em sua cabeça. Quando chega a vez de Ash, a coroa é roubada por um Marowak. Kiawe tenta recuperar a coroa, mas acaba derrotado. Kiawe treina com Ash para poder ter uma revanche com Marowak. Em seu reencontro, Tortunator aprende um novo movimento Destruição de Concha e finaliza com um movimento Z e derrota o Marowak. Depois de devolver a coroa, Kiawe o captura. Depois, no final, Marowak participa da cerimônia. |        | |                |                                                  |
| 985 | SM–035 | "Desafios e Sabores! Uma bela batalha de curry! A dança do Lurantis!!" "Curry na battle! Rarantes no mai!! (カレーなバトル！ラランテスの舞！！)"                                                     | 27/07/2017     | 15/12/2017 TV Pokémon 11/01/2018 Cartoon Network |
| Ash decide desafiar Olivia, mas para isso teria de fazer um teste para ser qualificado. Olivia separa três grupos para reunir ingredientes para fazer o curry. Ash e Lulú vão atrás da fruta Mago (fruta Maga na dublagem brasileira), mas teria de passar por um bando de Fomantis, não foi fácil. O segundo ingrediente, o Espinafre da Ressurreição (Erva da Ressurreição na dublagem brasileira) eles depois já adquirem. Por último a Pedra dos Deuses, eles logo encontram, mas teria de passar por um Pokémon Totem Lurantis e um Castform. Depois de batalhar e vencê-los, Ash depois recebe o cristal Z do tipo grama, mas tudo não passou de um teste realizado por Olivia, como também ganhou o direito de desafiar a Kahuna da ilha. |        | |                |                                                  |
| 986 | SM–036 | "Provas e Determinações! O grande teste de Lychee! O jogo Pokémon mais difícil!!" "Lychee no daishiren! Ichiban hard na Pokémon shōbu!! (ライチの大試練！一番ハードなポケモン勝負！！)"              | 3/08/2017      | 22/12/2017 TV Pokémon 15/01/2018 Cartoon Network |
| Ash se prepara para ter sua batalha com Olivia. Rockruff começa a ficar estranho e age agressivamente e ocioso. Ash começa a batalha de Rockruff e Rowlet contra o Lycanroc e Probopass de Olivia. Olivia coloca os Pokémons de Ash presos em pontas de rochas fincadas. Com um movimento combinado, Ash consegue sair de tal situação. Ash derrota o Probopass com um movimento Z de Rowlet, mas Rockruff tira Rowlet da batalha. Rockruff recobra os sentidos, mas não crê no que fez. Ash tenta levantar o ânimo de Rockruff e consegue derrotar o Lycanroc de Olivia. Ash recebe a pedra Z simbolizando os tipos solo. Rockruff entra num estágio de que está para evoluir. |        | |                |                                                  |
| 987 | SM–037 | "Evolução nas Ruínas! Iwanko e o Espírito Guardião das Ruínas da Vida!" "Iwanko to inochi no iseki no mamorigami! (イワンコといのちの遺跡の守り神！)"                                                | 10/08/2017     | 29/12/2017 TV Pokémon 19/02/2018 Cartoon Network |
| Depois de conseguir a pedra Z, os outros dormem, mas Rockruff sai de casa. Pikachu percebe e acorda Ash para ir atrás. Rockruff enfrenta Tapu Lele e perde. Ash decide levar Rockruff para cuidar dos machucados, mas ele foge. Depois de chegar na escola Pokémon, ele não consegue encontrar Rockruff. Os outros decidem ajudá-lo. Rockruff cai no rio. Lycanroc de Gladion percebe uma coisa e o deixa. Gladion liberta um Pokémon misterioso e tenta deixá-lo escondido. O Lycanroc de Olivia também foi procurar e dá de cara com Rockruff e Lycanroc de Gladion. Os dois Lycanroc veem o Tapu Lele e batalham com ele, mas perdem. Tapu Lele tenta curar o Rockruff, mas nada consegue fazer. Ash depois chega e Tapu Lele o põe pra dormir, assim como os dois Lycanroc. Tapu Lele usa sua energia para curar as feridas de Rockruff através da energia de Ash e dos dois Lycanroc e consegue curá-lo. Ao observar a alvorada do crepúsculo, Rockruff evolui para um Lycanroc na forma crepúsculo. Depois, eles deixam a ilha Akala. |        | |                |                                                  |
| 988 | SM–038 | "Mimikyu Desmacarado? O disfarce de Mimikyu!" "Mimikyu no bake no ka wa! (ミミッキュのばけのかわ！)"                                                                                                 | 17/08/2017     | 5/01/2018 TV Pokémon 20/02/2018 Cartoon Network  |
| A Equipe Rocket aparece e pega o Pikachu. Ash tenta um movimento Z com seu Lycanroc, mas seu movimento falha. Kiawe finaliza com um movimento Z e recupera o Pikachu. A Equipe Rocket acaba decolando e Jessie e Mimikyu acaba caindo no Shopping e James, Meowth e Wobbuffet caem na floresta. Nogueira explica a Ash que Lycanroc não consegue ter controle do movimento e começa a treinar. No Shopping, a fantasia de Mimikyu rasga. Jessie compra um doce, mas acaba sendo frustrada por um bando de Murkrows. Jessie entra no Shopping e compra um vestido e um chapéu e tenta algo para substituir a fantasia do Mimikyu, mas este se sente frustrado. Jessie compra outro doce e depois arruma a fantasia do Mimikyu. O bando de Murkrows tentam roubar a fantasia do Mimikyu e o doce que ela comprou, mas depois ela o recupera e cai no Pikachu na forma de balão. Ela depois enfrenta o bando de Murkrows e os põe pra correr. James, Meowth e Wobbuffet se encontram com Jessie. A Equipe Rocket volta para tentar pegar o Pikachu, mas Ash consegue executar um perfeito movimento Z com o Lycanroc e faz a Equipe Rocket decolar mais uma vez, até serem pegos pelo Bewear. |        | |                |                                                  |
| 989 | SM–039 | "Lulú e a Lição na Floresta! Mao e Yareyūtan fora de controle!" "Iede no Mao to Yareyūtan! (家出のマオとヤレユータン！)"                                                                             | 24/08/2017     | 12/01/2018 TV Pokémon 21/02/2018 Cartoon Network |
| Lulú sai da escola para ajudar seu pai e também um programa de TV vai gravar o restaurante. O pai de Lulú meio que se empolga, que faz Lulú se enrolar no restaurante que se enche e vai embora. Steenee a segue, como também a Equipe Rocket. Lulú entra na floresta e cai. Ash e cia vão ao restaurante e descobrem que Lulú foi embora e foi procurá-la. Lulú dá de cara com um Oranguru depois que volta a si e depois fala de seus problemas. Depois ela ouve a Steenee e a Equipe Rocket a captura, mas é liberta graças o Oranguru. Bewear chega em seguida, mas trocam oferendas e Bewear leva a Equipe Rocket embora. Ash e cia depois chegam em seguida e o pai de Lulú fala do Oranguru. Ele depois se desculpa com a Lulú e depois a agradece por cuidar do restaurante e tudo termina bem. A oficial Jenny e a enfermeira Joy também depois vão conversar seus problemas para o Oranguru. |        | |                |                                                  |
| 990 | SM–040 | "Bolhas, Brionne e Batalha! Ashimari, Osyamari, a fúria de Dadarin!" "Ashimari, Osyamari, ikari no Dadarin! (アシマリ、オシャマリ、いかりのダダリン！)"                                              | 31/08/2017     | 19/01/2018 TV Pokémon 22/02/2018 Cartoon Network |
| Victória está treinando com Popplio seu movimento Z, mas parece não ter êxito. Ash, Lulú e Victória veem um casal La (Hilda na dublagem brasileira) e Kanoa (Fábio na dublagem brasileira) se exibindo com seu Brionne e Victória decide se tornar discípula de La para conseguir um bom movimento Z. Elas começam com bolhas, mas as bolhas de Popplio não são fortes para estourar as de Brionne, mas com o tempo já consegue estourar. Kanoa descobre um tesouro no mar e leva todos em uma exploração. Kanoa e Brionne vão no fundo do mar e descobrem que lá é guardado por um Dhelmise. A Equipe Rocket tenta pegar o tesouro, mas Dhelmise se sente perturbado e Meowth o engana e vai atrás do submarino onde está o grupo de Ash. Dhelmise cria um turbilhão. Bewear que estava próximo tira a Equipe Rocket do submarino e os leva embora. Victória e Popplio fazem um bom movimento Z e cria um outro turbilhão reverso que anula o outro turbilhão criado por Dhelmise e o leva embora. Kanoa traz o tesouro à tona e o entrega para La, mas ainda diz que vão procurar por mais tesouros. |        | |                |                                                  |
| 991 | SM–041 | "Uma Corrida Eletrizante! Acelera, Denjimushi!" "Dasshu, Denjimushi! (ダッシュ、デンヂムシ！)" | 7/09/2017      | 26/01/2018 TV Pokémon 26/02/2018 Cartoon Network |
| Ash, Kiawe e Chris participam de um campeonato de Rally de Charjabug. Eles começam a treinar, mas o Charjabug não tem aquele pique para andar rápido. Depois eles entram na corrida onde tem de passar por três lugares, montanhosos, deserto e gelo. Ash parece ter êxito em passar pelo primeiro terreno. Ash vai pro pit onde está Kiawe e troca os pneus. Ash depois vai a um terreno deserto e Meowth se revela, desclassificando a Equipe Rocket. Depois eles vão a um terreno de gelo. Ash vai para o último pit. Suas rodas deslizam e estão impossibilitados de continuar a corrida. Chris decide prosseguir na corrida e usa o ataque do Charjabug os fios de seda e assim puderam cruzar a linha de chegada, vencendo a corrida. |        | |                |                                                  |
| 992 | SM–042 | "Alola, Kanto! Alola em Kanto! Takeshi e Kasumi!!" "Kantō de Arōra! Takeshi to Kasumi!! (カントーでアローラ！タケシとカスミ！！)"                                                                    | 14/09/2017     | 2/02/2018 TV Pokémon 27/02/2018 Cartoon Network  |
| O diretor Carvalho e Nogueira faz uma proposta de um tour para Kanto, como a escola Pokémon completa 20 anos. Ash retorna a Kanto com seus amigos, seus Pokémon, Professor Nogueira e Professor Gabriel Carvalho como parte de um projeto especial da escola Pokémon sobre as diferenças entre os Pokémon Kanto e Alola, e quem estão esperando por ele no aeroporto, são Misty e Brock ... e Brock não mudou nem um pouco. Ele aborda Lillian e ajuda seu Vulpix e diz que está enjoado por causa do voo de avião. Ash reconhece Brock que estava com Lillian e quando iam se abraçar Brock dá em cima de uma assistente de vôo bonita, mas Misty puxa sua orelha, como costumava ser antigamente. Eles falam que eram os convidados que Nogueira propôs. Não só os velhos amigos se reúnem felizes, mas a turma de Alola tem um grande momento com os seus Pokémon vendo e interagindo com as suas homólogas Kanto no laboratório do professor Carvalho: o rebanho de Tauros de Ash naturalmente se desloca para ele e ele felizmente se reúne com seu Bulbassauro e Muk; Kiawe faz um galope em seu Charizard Ride e depois o monta no Rapidash; Lulú e Steenee têm uma interação infeliz com um Vileplume da Forma Kanto; Chris encontra um Raichu da Forma Kanto com resultados chocantes; Vulpix encontra um Ninetales de Kanto; e Victória e Popplio conhecem um Dewgong Kanto e depois nada com Misty e outros Pokémon aquáticos. Como Ash, Misty e Brock se lembram dos velhos tempos, é ótimo ver que algumas coisas não mudaram (Misty ainda está aterrorizada com Pokémons insetos). A Equipe Rocket também retornou a Kanto nas ordens, e seu plano mais recente (e antigo) para roubar todos os Pokémons usando um Meowth mecânico gigante reúne o trio original como parceiros de luta, incluindo o Lycanroc de Ash, o Staryu de Misty e o Crobat de Brock. No entanto, a batalha é mais uma vez interrompida por Bewear (usando um jet-pack(Mochila a jato)), e outro conhecido antigo, Jigglypuff, terminando cantando como antigamente fazendo os outros a dormir e tendo suas caras pintadas. Os outros se reúnem e Rotom aparece logo depois, quando este estava reunindo dados de outros Pokémons. Bem próximo, um Mew os observava. Nogueira propõe uma batalha na cidade de Cerulean em que colocará Ash a prova para enfrentar seus amigos. Lulú pergunta a Brock do ginásio e responde que o líder de lá é Forrest, seu irmão mais novo e ele ainda continua em jornada para se tornar um Dr. Pokémon, mas apenas na versão japonesa. Eles já chegam no ginásio, porém diferente do que era antes. |        | |                |                                                  |
| 993 | SM–043 | "Quando Regiões se Enfrentam! Batalha no Ginásio! Movimento Z contra Mega Evolução!!" "Jimu batoru! Z-waza tai megashinka!! (ジムバトル！Ｚワザ対メガシンカ！！)"                                    | 21/09/2017     | 9/02/2018 TV Pokémon 28/02/2018 Cartoon Network  |
| Depois de chegarem no ginásio, todos tem uma batalha com Misty e Brock. Lulú e Victória batalham contra o Psyduck de Misty, mas este não demonstra ser inútil como costumava ser na série e aprende novos ataques e vence os Pokémons depois de ter uma dor de cabeça. Depois é Chris e Lillian contra Brock. Os ataques de Togedemaru não funcionam em Geodude porque é um Pokémon de pedra e também aprende novos ataques. Agora é Brock contra Kiawe, mas seu Turtonator não consegue derrotar o Steelix de Brock por ser capaz de mega evoluir e também aprende novos ataques. A próxima é Ash contra Misty. Ash começa com Pikachu e Misty com um Gyarados. Misty o evolui para um Mega Gyarados e este aprende novos ataques, mas o curso da batalha não muda e Ash derrota Misty. Depois de receberem insígnias, eles depois retornam a Alola. Antes de retornarem para Alola Misty e Brock ficam curiosos ao ver a pulseira de Ash que usa as pedras com movimentos Z, mas apenas na versão japonesa. A Equipe Rocket depois o seguem em seguida. Mas, o Jigglypuff aparece na cauda do avião. |        | |                |                                                  |

## Competição Pokémon

### Corrida de Panquecas Pokémon
- Pokémons usado por Ash

Pikachu
- Pokémons usado por Noa

Raichu de Alola
- Pokémons usado pela Equipe Rocket

Mimikyu, Wobbuffet e Meowth disfarçado
- Pokémons usado por Lulú

Bounsweet
- Pokémons usado por Victória

Popplio
- Pokémons usado por Kiawe

Turtonator
- Pokémons usado por Chris

Togedemaru
- Pokémons usado por Prof. Gabriel

Komala
Vencedor: Prof. Gabriel

#### Rally de Charjabug
- Pokémons usado por Ash, Kiawe e Chris

Charjabug
- Pokémons usado pela Equipe Rocket

Meowth disfarçado
Vencedor: Ash, Kiawe e Chris

## Aquisições
- Popplio: Victória (SM 1)
- Bounsweet: Lulú (SM 1)
- Tortunator: Kiawe (SM 1)
- Togedemaru: Chris (SM 2)
- Rockruff: Professor Nogueira (SM 2)
- Mimikyu: Jessie (SM 4)
- Rowlet: Ash (SM 4)
- Ovo (SM 8) → Alolan Vulpix (SM 13 nasceu): Lillian
- Gumshoos: Oficial Jenny (SM 9)
- Mareanie: James (SM 12)
- Komala: Prof. Gabriel (SM 13)
- Ovo → Vulpix (SM 14 nasceu): Prof. Gabriel Carvalho
- Rockruff: Ash (SM 15)
- Litten: Ash (SM 21)
- Charjabug: Chris (SM 26)
- Marowak: Kiawe  (SM 34)

## Evoluções
- Bounsweet → Steenee: Lulú (SM 18)
- Rockruff → Lycanroc (forma crepusculo): Ash (SM 37)

## Possuídos Temporariamente
- Sharpedo: Ash (SM 1)
- Tauros: Ash (SM 1 e 2)
- Tauros: Délia (SM 1)
- Tauros: Kiawe (SM 2)
- Wailmer: Chris (SM 5)
- Wailmer: Kiawe (SM 5)
- Wailmer: Lillian (SM 5)
- Lapras: Lulú (SM 5)
- Lapras: Ash  (SM 5)
- Lapras: Prof. Nogueira  (SM 5)
- Pelipper: Ash (SM 11)
- Pikachu de Ash: Lulú (SM 18)
- Litten de Ash: Délia (SM 24)
- Vulpix de Lillian: Ash (SM 30)
- Pikachu de Ash: Lillian (SM 30)
- Tortunator de Kiawe: Victória (SM 30)
- Popplio de Victória: Kiawe (SM 30)
- Togedemaru de Chris: Lulú (SM 30)
- Steenee de Lulú: Chris (SM 30)
- Stoutland: Ash (SM 32)
- Stoutland: Lillian (SM 32)
- Stoutland: Victória (SM 32)
- Stoutland: Kiawe (SM 32)
- Stoutland: Lulú (SM 32)
- Stoutland: Chris (SM 32)

## Deixados
- Rockruff: Professor Nogueira (SM 15)